# Гідрофобізатор
Гідрофобізатор — це спеціальний хімічний склад, який використовується для надання матеріалам властивості водовідштовхування. Ці речовини часто застосовуються для обробки різних будівельних матеріалів, таких як бетон, цегла, дерево, камінь, щоб захистити їх від впливу вологи та покращити їх довговічність.
Гідрофобізація — надання матеріалам властивості не змочуватися водою. Здійснюють за допомогою поверхнево-активних речовин, що утворюють на поверхні частинок матеріалу тонкі плівки, які не взаємодіють з водою.
Оскільки гідрофобність — це здатність матеріалів відштовхувати молекули води від себе, ми можемо припустити, що гідрофобне покриття — те, що забезпечує поверхням матеріалів цю здатність.
Іншими словами, гідрофобність — це особливість поверхні, що базується на її невразливості через воду.
Кут контакту такої поверхні має бути вищим 90 градусів. Якщо воно нижче, то йдеться про гідрофільність. Гідрофільні тіла (поверхні, матеріали) мають таку конструкцію, що вода прилипає до них, вбирається, наприклад, на відміну від гідрофобних тіл, вона важко стікає.

## Принцип дії
Гідрофобізатори працюють шляхом проникнення в пори матеріалу і створення на його поверхні невидимого шару, який зменшує поверхневий натяг води. Це запобігає проникненню води всередину матеріалу, але дозволяє йому «дихати», тобто пропускати пар.
В останні роки у фізичній хімії значного поширення набули уявлення про гідрофобні ефекти гідрофобну гідратацію і гідрофобні взаємодії. Особливе значення ці поняття мають для фізико- хімії дисперсних систем і поверхневих явищ. Тому роз'яснимо їх значення, почавши з розгляду будови рідкої води.
Протягом багатьох років вода є предметом найдетальніших і різноманітних досліджень. Запропоновано ряд моделей і теорій, які описують будову і пояснюють властивості води. Хоча жодна теорія не є абсолютно задовільною, можна вважати встановленим, що при кімнатній температурі молекули Н.О існують у двох основних станах в асоційованому і неасоційованому, які розрізнюються за енергіями. Так, за О. Я. Самойловим, вода утворює льодоподібну ажурну тетраедричну структуру каркас, в якому молекули води сполучені одна з одною водневими зв'язками. Окремі незв'язані молекули Н2О заповнюють порожнини льодоподібного каркаса, здійснюючи при цьому трансляційний (тепловий) рух.
Згідно з іншими уявленнями, існує не один, а декілька (принаймні, два) типів асоціатів молекул води. Максимум густини води при 4 °C є одним з виявів впливу температури на структурні особливості. При підвищенні температури ступінь розупорядкованості підвищується.
Тепер розглянемо, що відбувається при введенні в рідку воду молекул або іонів. Електростатичні властивості розчинених частинок надають гальмуючу або прискорюючу дію на трансляційний рух молекул води («позитивна» і «негативна» гідрофільна гідратація відповідно). З іншого боку, гальмуючу дію на трансляційний рух молекул води розчинена молекула або іон надають завдяки своїм розмірам. Малі молекули (наприклад, метанолу, етанолу, ацетону) ще вміщуються в пустоти ажурної структури води, «ущільнюючи» льодоподібну структуру.
При введенні у воду більш великих і менш полярних молекул або груп (якими є, наприклад, вуглеводневі радикали) звичайна структура води порушується. Навколо таких молекул утворюються льодоподібні кластери (від англійського cluster, що означає «гроно») з молекул води, зв'язаних між собою водневими зв'язками. Вони більш стійкі, ніж існуючі в чистій воді, а загальне число водневих зв'язків збільшується. Як наслідок, середня впорядкованість збільшується, а ентропія зменшується (AS < 0). Цей ефект називається гідрофобним, а гідратація такого типу гідрофобною гідратацією, оскільки вона особливо проявляється при введенні у воду неполярних молекул. Низька розчинність вуглеводнів у воді ілюструє цей ефект. Навпаки, видалення гідрофобних фрагментів (наприклад, груп-СН2-і-СН3) з води веде до часткового розупорядкування і зростання ентропії (AS > 0).
Таким чином, природа гідрофобних ефектів має ентропійний характер. Спотворення «нормальної» структури води, що відбувається шляхом появи неполярних молекул або молекул, що містять неполярні радикали, передаються по ланцюжках водневих зв'язків між молекулами води на великі відстані, що зумовлює далекодію гідрофобних ефектів.

## Види гідрофобізаторів
- Силіконові гідрофобізатори: найпоширеніші, використовуються для обробки каменю, бетону та інших мінеральних матеріалів.
- Силоксанові гідрофобізатори: мають кращі проникаючі властивості й забезпечують довготривалий ефект.
- Фторвмісні гідрофобізатори: використовуються для обробки текстилю, шкіри та паперу, забезпечуючи водовідштовхування та масляновідштовхування.
- Полімерні гідрофобізатори: застосовуються для обробки різноманітних поверхонь, включаючи метал та пластик.

## Застосування
- Гідрофобізатори широко використовуються в різних галузях, включаючи:
- Будівництво: для захисту фасадів будівель, тротуарних плит, дахів та інших конструкцій.
- Деревообробка: для захисту деревини від гниття та впливу погодних умов.
- Текстильна промисловість: для надання водовідштовхування одягу, взуття та інших виробів.
- Паперова промисловість: для створення водонепроникних упаковок та інших виробів.